# (5331) Erimomisaki
(5331) Erimomisaki est un astéroïde de la ceinture principale.

## Description
(5331) Erimomisaki est un astéroïde de la ceinture principale. Il fut découvert le 27 janvier 1990 à Kitami par Kin Endate et Kazuro Watanabe. Il présente une orbite caractérisée par un demi-grand axe de 2,76 UA, une excentricité de 0,39 et une inclinaison de 12,1° par rapport à l'écliptique.

## Compléments